# ブルーバック属
ブルーバック属（ブルーバックぞく、属名：Hippotragus〈ヒッポトラグス〉）は、アフリカ大陸に分布するアンテロープの仲間。1845年にスウェーデンのカール・ヤコブ・スンツヴァルが設立。ウシ科の下位に位置する階級。

## ブルーバック属を編成する種

### 現生種
ブルーバック属を編成する現生種はローンアンテロープとセーブルアンテロープの2種である。
ローンアンテロープ
学名：Hippotragus equinus (É. Geoffroy, 1803)

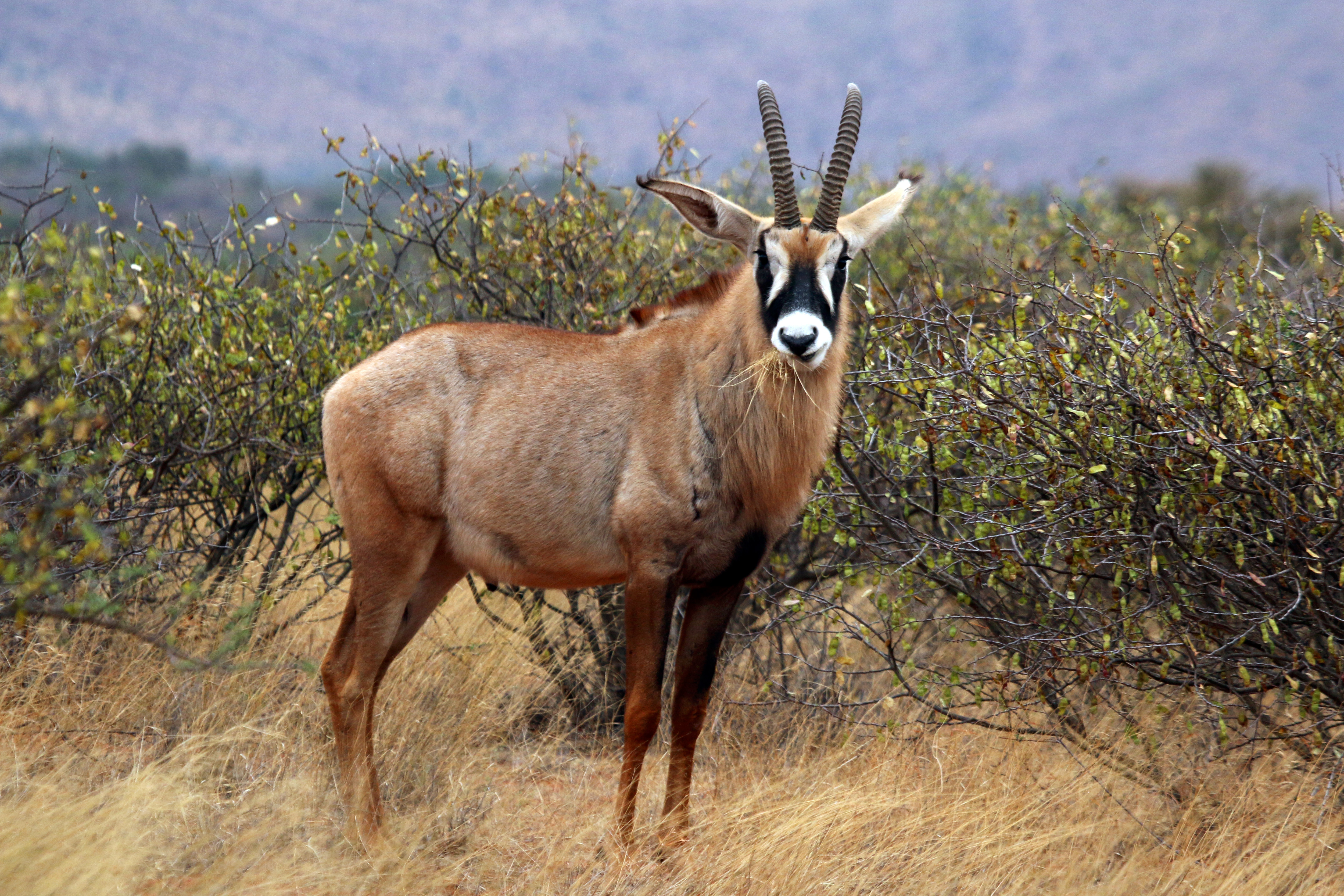
ローンアンテロープ
H. equinus (É. Geoffroy, 1803)

分布：

ルワンダ、コンゴ民主共和国、アンゴラ、ナミビア、南アフリカ、ボツワナ、ジンバブエ、モザンビーク、ザンビア、マラウイ、タンザニア、ケニア、ウガンダ、南スーダン、エチオピア、スーダン、中央アフリカ、チャド、カメルーン、ナイジェリア、ベナン、トーゴ、ガーナ、ブルキナファソ、コートジボワール、マリ、ギニア、ギニアビサウ、セネガル
‍
セーブルアンテロープ
学名：Hippotragus niger (Schreber, 1838)

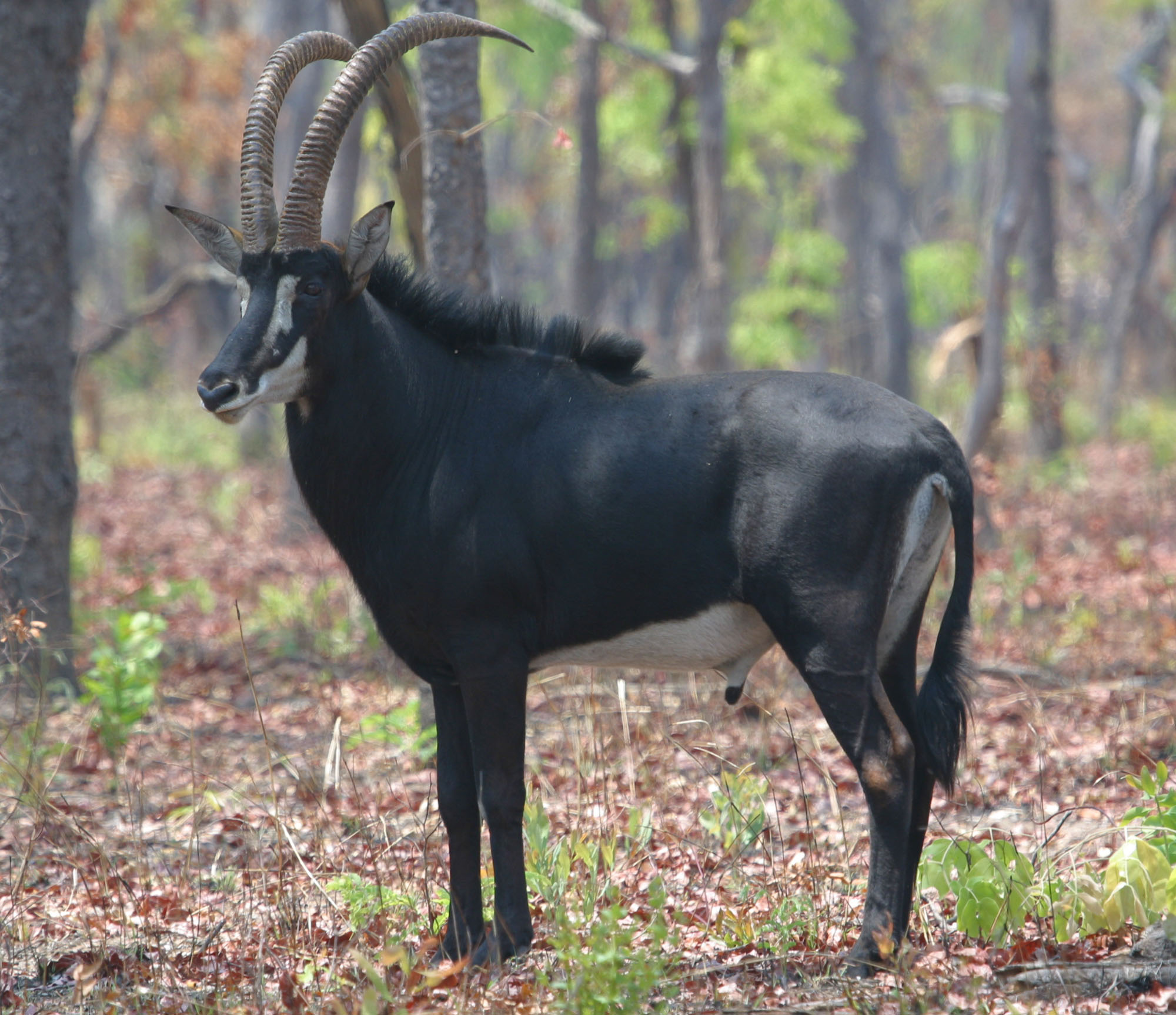
セーブルアンテロープ
H. niger (Schreber, 1838)

分布：

コンゴ民主共和国、アンゴラ、ナミビア、南アフリカ、ボツワナ、ジンバブエ、モザンビーク、ザンビア、マラウイ、タンザニア、ケニア
‍

### 絶滅種
古くから絶滅種として知られているのは本属の和名に使用されているブルーバックである。
ブルーバック
学名：Hippotragus leucophaeus (Pallas, 1766)

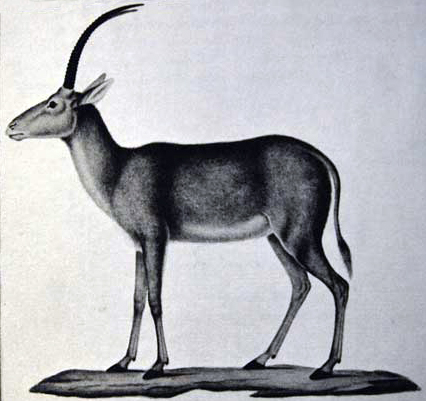
ブルーバック
H. leucophaeus (Pallas, 1776)

分布：
南アフリカ（西ケープ州）
‍

### 化石種
化石が発掘されているブルーバック属の絶滅種を下記に示す。
学名：Hippotragus cookei Vrba 1987
Hippotragus cookei（ヒッポトラグス・コーケイ）は鮮新世の南アフリカに実在した種。種小名のcookeiは南アフリカの考古学研究に貢献したハーバート・バジル・サットン・クックの名前から付けられた。
‍
学名：Hippotragus gigas Leakey, 1965
Hippotragus gigas（ヒッポトラグス・ギガス）は鮮新世から更新世にかけてアフリカ大陸に実在した種。化石は第四紀のアルジェリア・ケニア・タンザニア・南アフリカ、鮮新世から更新世までのエチオピア・ケニア、鮮新世のエチオピア・南アフリカから計17点が発掘されている。
‍

## データベース
- 検索ワード：Hippotragus
  - 世界の哺乳類の種 / Mammal Species of the World （英語）